# Constappel
Constappel ist ein Ortsteil der Ortschaft Gauernitz in der Gemeinde Klipphausen im Landkreis Meißen, Sachsen.

## Geographie

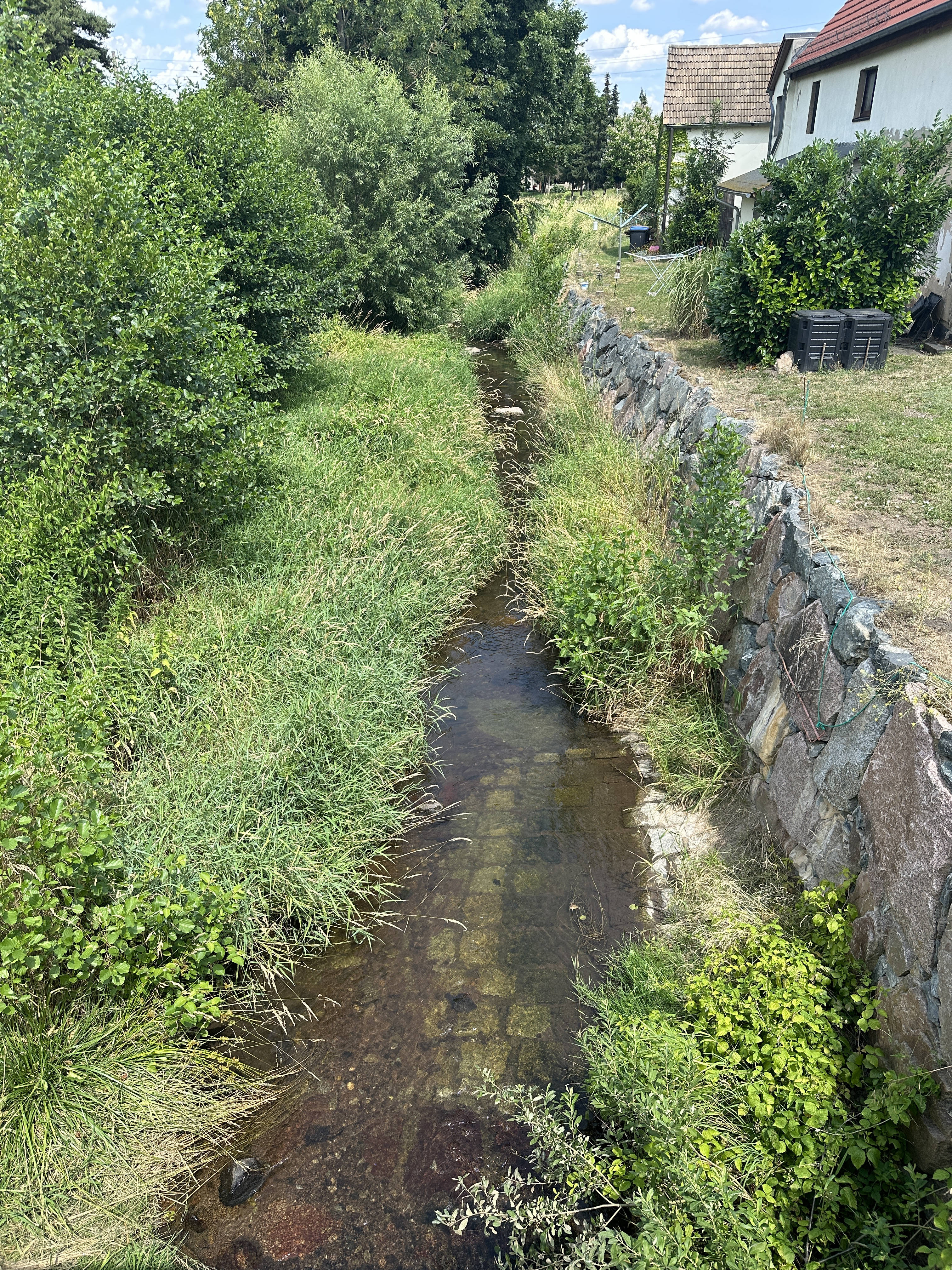
Wilde Sau in der Ortslage Constappel

Constappel liegt zwischen Meißen und Dresden am Rand des Meißner Hochlands. Nahebei (auf Gauernitzer Flur) mündet die aus Wilsdruff kommende Wilde Sau in die Elbe, der Dorfkern selbst befindet sich am Saubach. Auf der anderen Elbseite liegt der Coswiger Stadtteil Kötitz. Durch Constappel verläuft die Bundesstraße 6, die es mit den Nachbarorten Wildberg in östlicher und Gauernitz in nordwestlicher Richtung verbindet. Westlich beziehungsweise südwestlich von Constappel liegen mit Pinkowitz und Hartha die übrigen Teile der Ortschaft Gauernitz. Das südlich benachbarte Kleinschönberg sowie das südöstlich gelegene Weistropp gehören zur Ortschaft Klipphausen.

## Geschichte

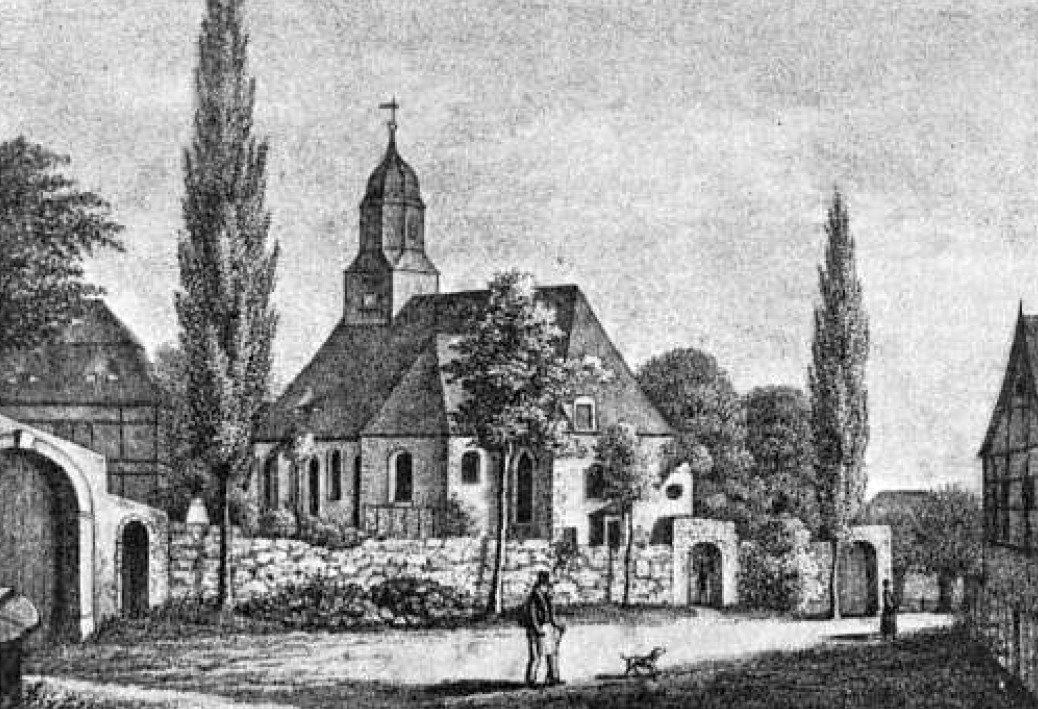
Kirche Constappel 1840

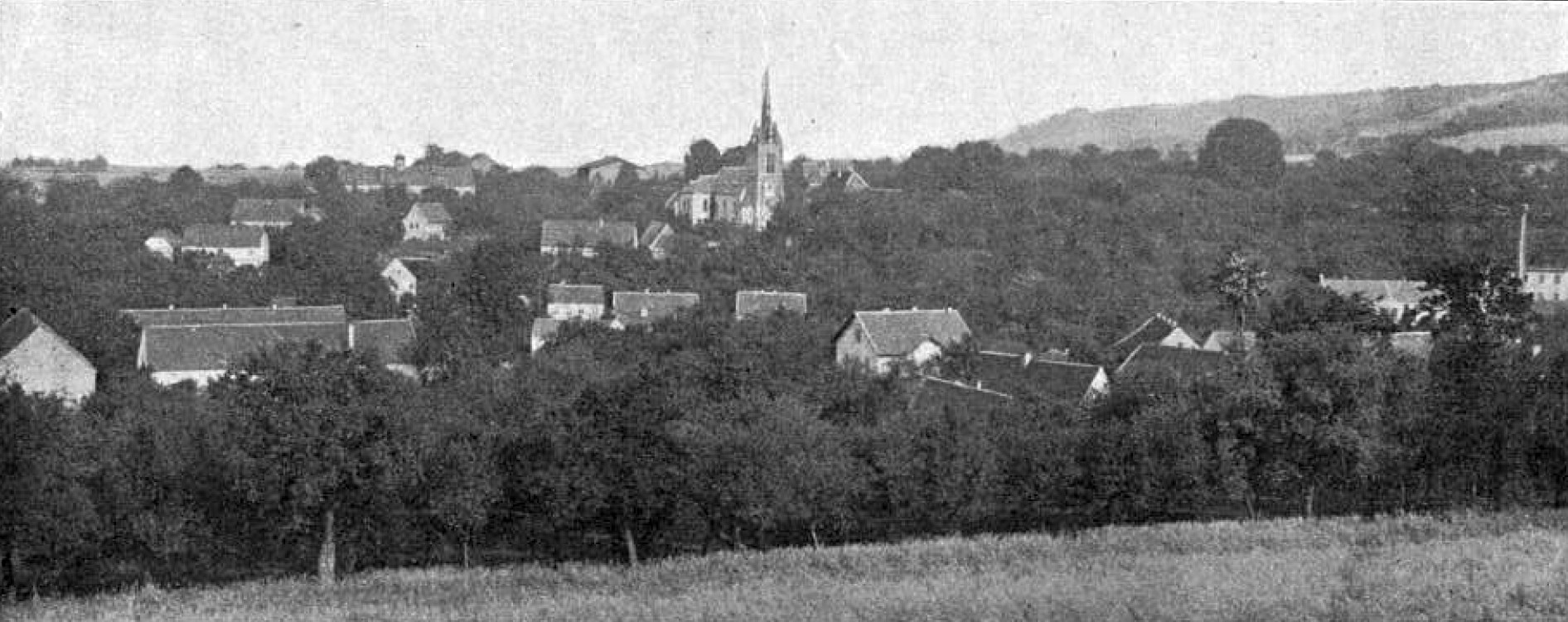
Ortsansicht 1900

Nach der endgültigen Unterwerfung der Daleminzier im Jahre 928/929 errichtete König Heinrich I. die Burg Meißen. Nachdem er die Gebiete links der Elbe erobert hatte, richtete er zur Sicherung drei Burgwarte ein. Diese werden im Jahr 1071 urkundlich erwähnt. Ein Burgwartsmittelpunkt wird auf dem 237 m hohen Gohlberg bei Constappel vermutet.
Im Jahre 1000 wurde in den links der Elbe gelegenen Tälern die Parochie Constappel gegründet. Sie lag im Grenzbereich zwischen den slawischen Gauen (pagi) Daleminzien und Nisan, welcher wohl in etwa dem Verlauf der Wilden Sau entsprach. Die Kirche in Constappel war bereits im 11. Jahrhundert Wallfahrtskirche. Der alte Handelsweg von Meißen nach Dresden führte nicht an der Elbe, sondern auf der Höhe entlang. Er wurde gekreuzt von dem meißnisch-fränkischen Weg der Jakobspilger, westlich der nahe gelegenen Elbfurt.
Erstmals urkundlich erwähnt wurde Constappel 1334 als „Kuntopel“. Verwaltet wurde das Dorf vom Erbamt Meißen. Die Grundherrschaft übten die Herren des Rittergutes Gauernitz aus. Der lockere platzartige Bauernweiler verfügte im Jahr 1900 über eine 149 Hektar große Blockflur. Bereits seit dem Mittelalter war Constappel Standort einer Pfarrkirche, deren Parochie sich über die umliegenden Orte erstreckte. Im Jahr 1454 und erneut 1875 findet ein Vorwerk Erwähnung, 1933 wurde der sächsische Automobilpionier Emil Nacke in Constappel begraben.
Im Jahr 1923 erfolgte die Eingemeindung des Nachbardorfes Gauernitz in das Kirchdorf Constappel. Da Gauernitz aber bereits zum damaligen Zeitpunkt mehr Einwohner hatte, kam es fünf Jahre später zur Umbenennung der Landgemeinde Constappel in Gauernitz. Als Teil dieser früheren Gemeinde, die ebenso wie Scharfenberg den Status einer Ortschaft hat, kam Constappel am 1. Januar 1999 zur Gemeinde Klipphausen.

### Einwohnerentwicklung
| Jahr | Einwohner                                |
| ---- | ---------------------------------------- |
| 1547 | 16 besessene Mann, 17 Inwohner           |
| 1764 | 2 besessene Mann, 14 Gärtner, 12 Häusler |
| 1834 | 208                                      |
| 1871 | 235                                      |
| 1890 | 279                                      |
| 1910 | 317                                      |
| 1925 | siehe Gauernitz                          |

## St.-Nikolaus-Kirche

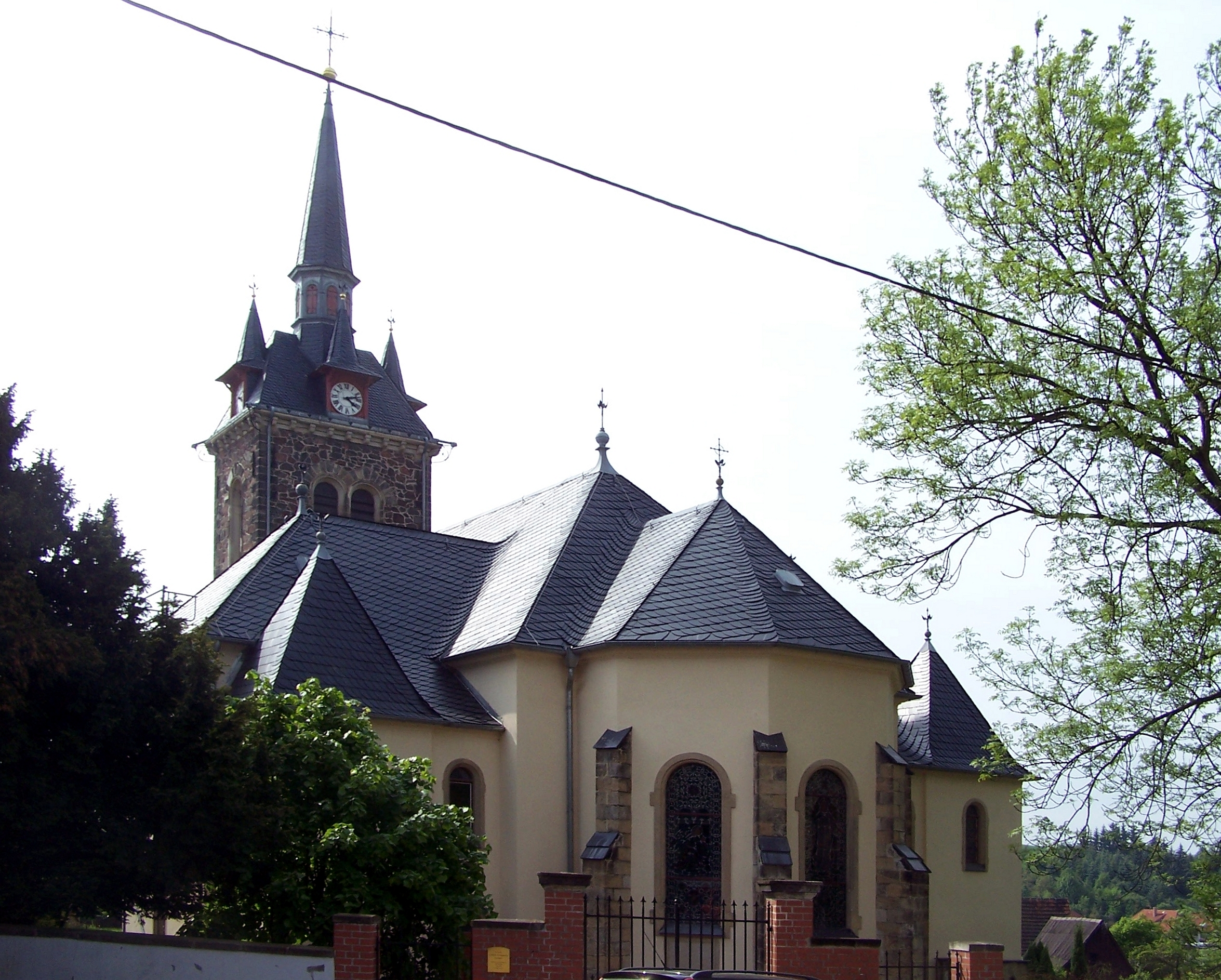
Nikolauskirche

Die St.-Nikolaus-Kirche in Constappel, bereits Ende des 14. Jahrhunderts urkundlich erwähnt, gehört heute zu den ältesten Kirchen im Meißner Land. Im Mittelalter war sie längere Zeit Wallfahrtskirche. An den Wallfahrtstagen soll der von Papst Innocenz VI. in Avignon 1358 ausgestellte Ablassbrief auf einem roten Samtkissen ausgestellt worden sein, der jedem 40 Tage Ablass versprach, der am Gnadentag eine Gabe bringt. Die Kirche birgt wertvolles Interieur und verschiedene Kunstschätze, wie ein Gemälde aus der Schule von Lucas Cranach d. Ä. Ende des 19. Jahrhunderts wurde sie grundlegend erneuert.
Daneben sind weitere Gebäude im Ort als Kulturdenkmal geschützt (siehe Liste der Kulturdenkmale in Gauernitz).
→ siehe auch Heiliger Weg
Personen, die mit Constappel verbunden sind:
Peter Schreier hat einige Jahre in Constappel gelebt.

## Sonstiges
In Constappel steht der Startpunkt der ersten Stoppomatanlage in den neuen Bundesländern. Sie ist an der Bergstrecke von Constappel nach Kleinschönberg aufgestellt, an der bei einer Streckenlänge von 4520 Metern ein Höhenunterschied von 182 Metern zu überwinden ist.  Betreiber ist die Radsportabteilung des Sportvereins Elbland Coswig-Meißen e. V.

## Bilder

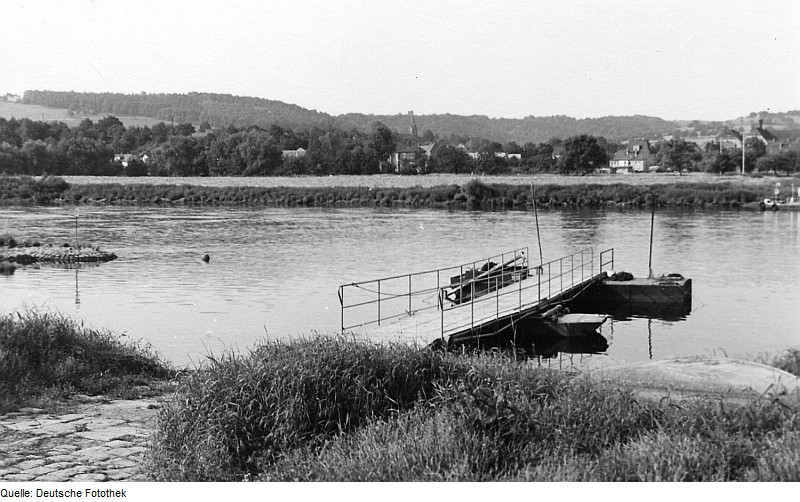
Blick von Kötitz über die Elbe nach Constappel
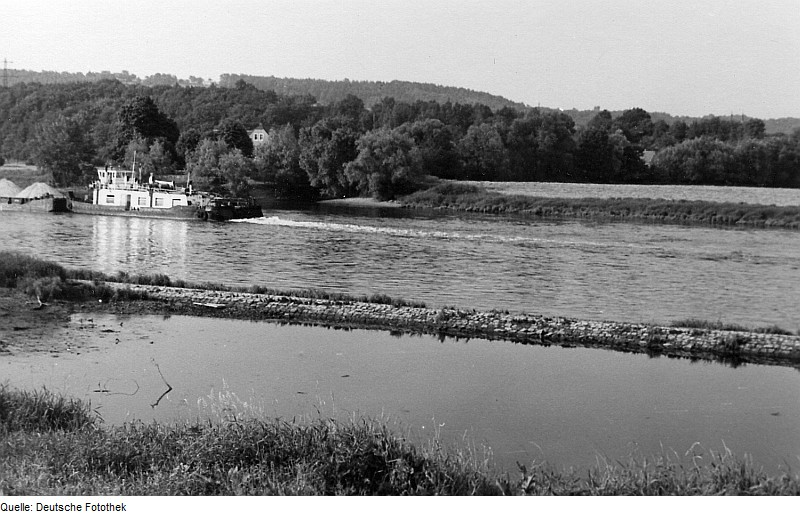
Blick über die Elbe nach Constappel zum Elbschlösschen
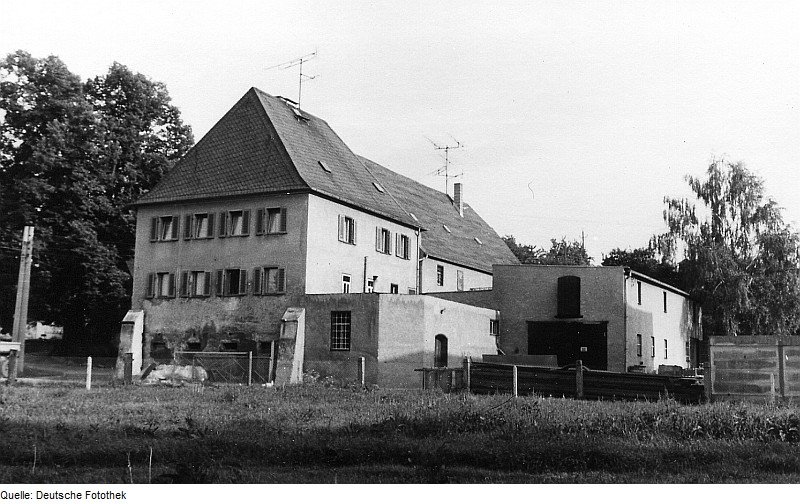
Constappler Niedermühle (1986)
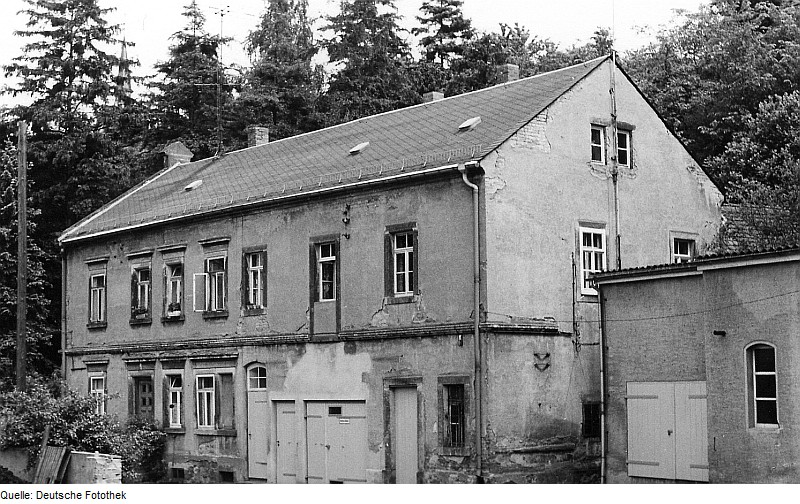
Constappler Obermühle (1983)
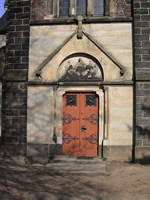
Portal an der St.-Nikolaus-Kirche Constappel
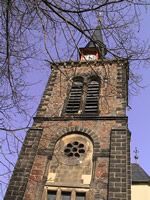
Turm der St.-Nikolaus-Kirche Constappel
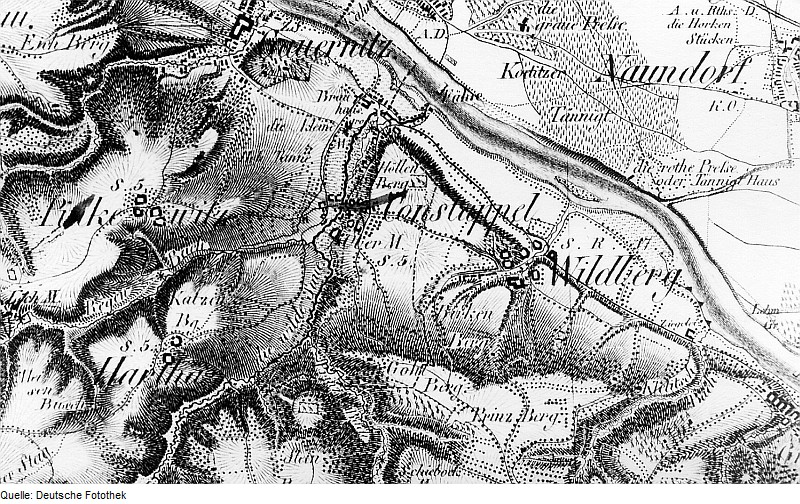
Constappel auf einer Karte aus dem 19. Jahrhundert